# Conopias parvus
Conopias parvus е вид птица от семейство Tyrannidae.

## Разпространение
Видът е разпространен в Боливия, Бразилия, Колумбия, Еквадор, Френска Гвиана, Гвиана, Перу, Суринам и Венецуела.